# ヒペルボレア (小惑星)
ヒペルボレア (1309 Hyperborea) は、小惑星帯の小惑星である。グリゴリー・ネウイミンがクリミア半島のシメイズ天文台で発見した。
ギリシア神話のヒュペルボレイア（北風の彼方の地）に因んで名付けられた。
2009年4月に熊本県で掩蔽が観測された。